# Seznam vrcholů v Tepelské vrchovině

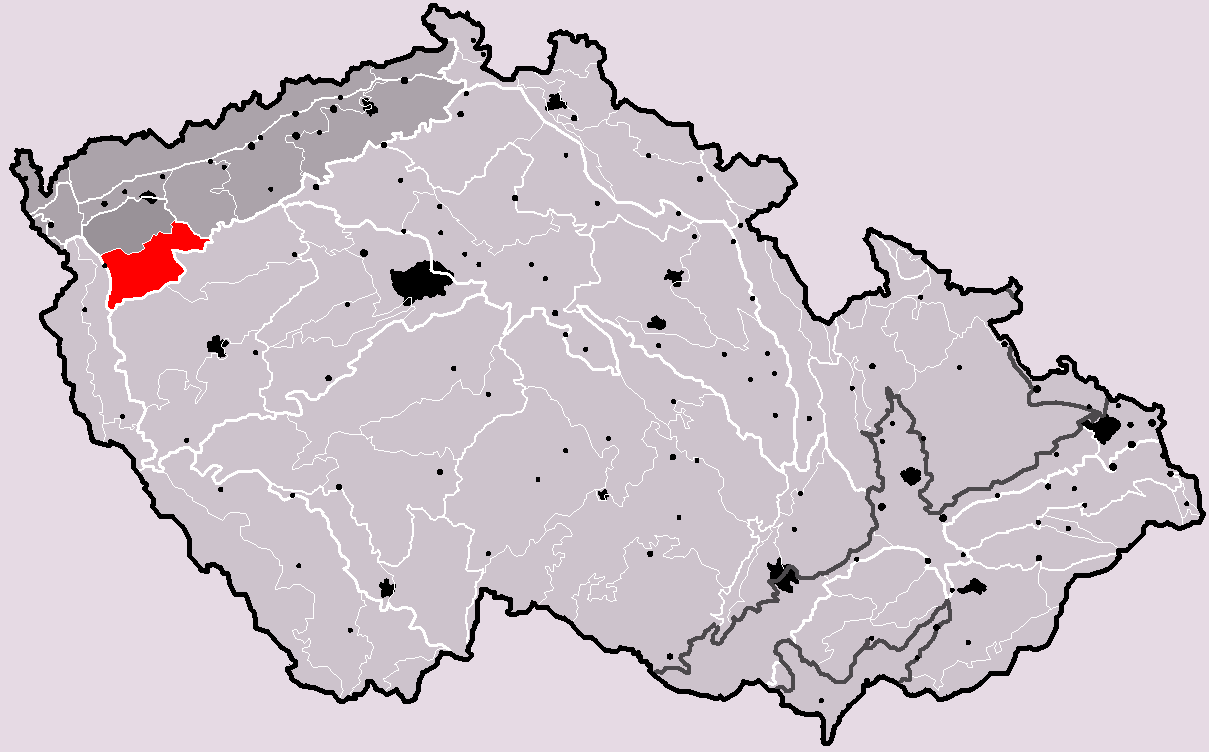
Tepelská vrchovina na mapě České republiky

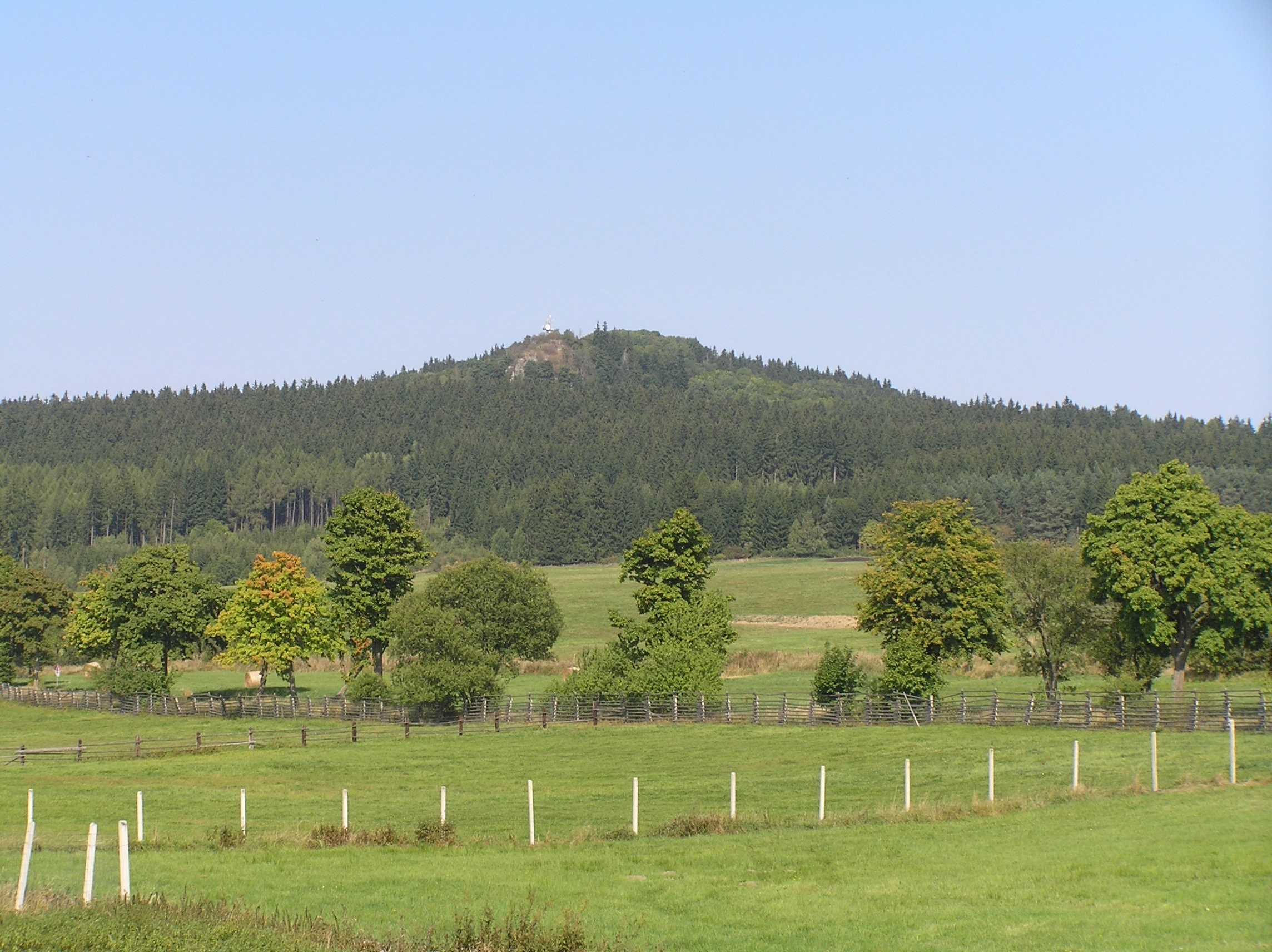
Podhorní vrch (850 m)

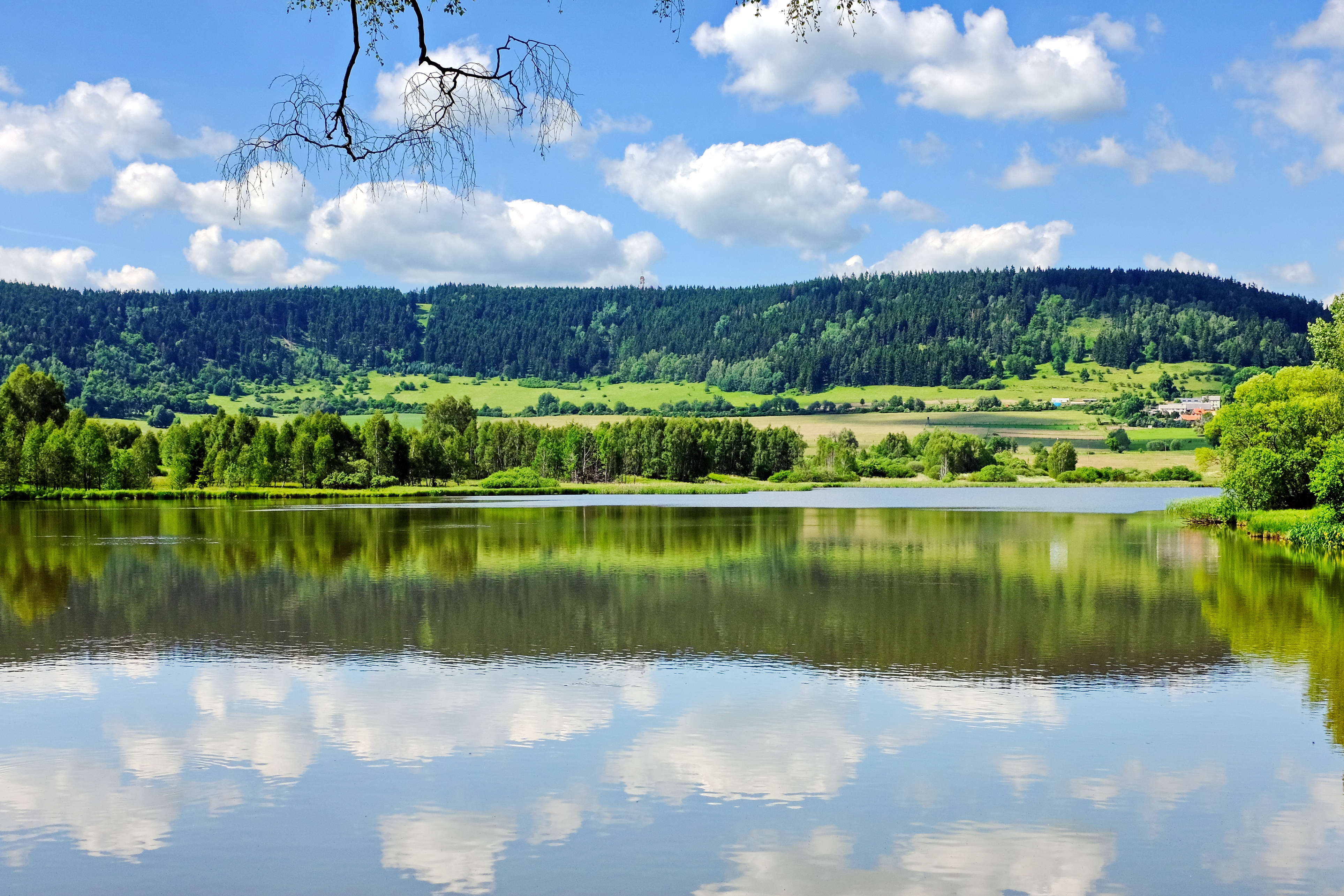
Třebouňský vrch (825 m)

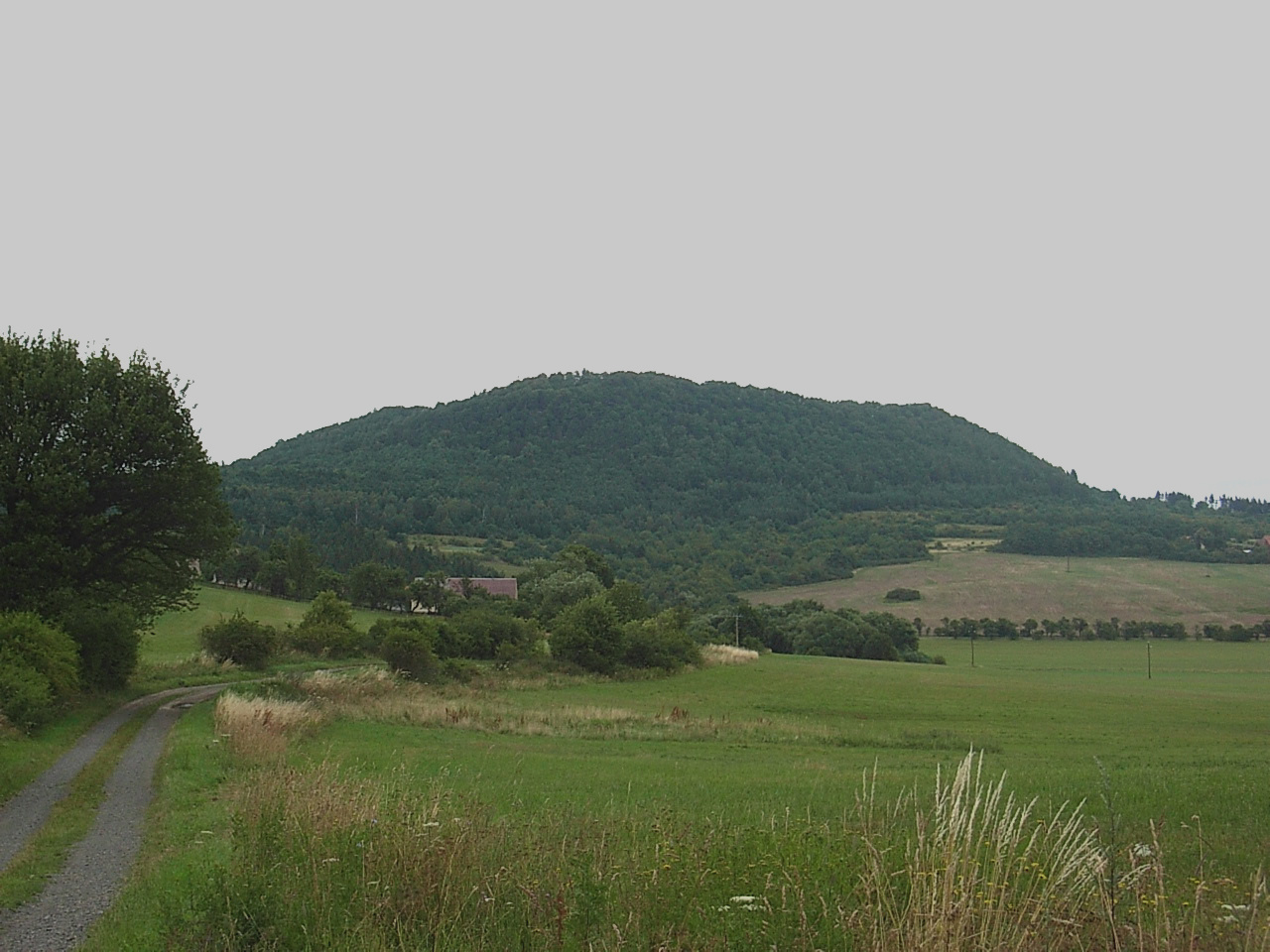
Vladař (693 m)

Seznam vrcholů v Tepelské vrchovině obsahuje pojmenované tepelské vrcholy s nadmořskou výškou nad 700 m a dále všechny vrcholy s prominencí (relativní výškou) nad 100 m. Seznam je založen na údajích dostupných na stránkách Mapy.cz a v Geoprohlížeči Zeměměřického úřadu. Jako hranice pohoří byla uvažována hranice stejnojmenného geomorfologického celku.

## Seznam vrcholů podle výšky
Seznam vrcholů podle výšky obsahuje všechny pojmenované vrcholy s nadmořskou výškou nad 700 m a prominencí alespoň 5 m. Celkem jich je 30, z toho 4 s výškou nad 800 m a 12 s výškou nad 750 m. Nejvyšší horou je Podhorní vrch s nadmořskou výškou 850 m, který se nachází v geomorfologickém okrsku Mariánskolázeňská vrchovina.
| #   | Vrchol               | Výška m n. m. | Souřadnice                       | Okrsek                      | Přístup                   |
| --- | -------------------- | ------------- | -------------------------------- | --------------------------- | ------------------------- |
| 1.  | Podhorní vrch        | 850           | 49°58′22″ s. š., 12°46′11″ v. d. | Mariánskolázeňská vrchovina | neznačeno                 |
| 2.  | Třebouňský vrch      | 825           | 50°00′51″ s. š., 13°00′08″ v. d. | Útvinská plošina            | zelená turistická značka  |
| 3.  | Branišovský vrch     | 817           | 50°00′07″ s. š., 12°59′44″ v. d. | Útvinská plošina            | neznačeno                 |
| 4.  | Na Polomu            | 807           | 49°59′22″ s. š., 12°43′29″ v. d. | Mariánskolázeňská vrchovina | neznačeno                 |
| 5.  | Rájovský vrch        | 789           | 49°59′52″ s. š., 12°44′55″ v. d. | Mariánskolázeňská vrchovina | neznačeno                 |
| 6.  | Homolka              | 783           | 49°59′23″ s. š., 12°44′56″ v. d. | Mariánskolázeňská vrchovina | neznačeno                 |
| 7.  | Prachometský kopec   | 780           | 50°00′27″ s. š., 12°57′17″ v. d. | Útvinská plošina            | neznačeno                 |
| 8.  | Zádubská výšina      | 779           | 49°58′19″ s. š., 12°43′38″ v. d. | Mariánskolázeňská vrchovina | neznačeno                 |
| 9.  | Služetínský vrch     | 774           | 49°59′26″ s. š., 12°47′38″ v. d. | Mariánskolázeňská vrchovina | neznačeno                 |
| 10. | K Číhané             | 772           | 49°59′59″ s. š., 12°46′16″ v. d. | Mariánskolázeňská vrchovina | neznačeno                 |
| 11. | Stěnský vrch         | 760           | 49°57′47″ s. š., 12°57′48″ v. d. | Vidžínská vrchovina         | neznačeno                 |
| 12. | Na skalce            | 751           | 49°56′46″ s. š., 12°48′07″ v. d. | Vidžínská vrchovina         | neznačeno                 |
| 13. | Žižkův vrch          | 750           | 49°58′57″ s. š., 12°42′24″ v. d. | Mariánskolázeňská vrchovina | neznačeno                 |
| 14. | Milhostovský kopec   | 750           | 49°57′54″ s. š., 12°45′04″ v. d. | Michalohorská vrchovina     | neznačeno                 |
| 15. | K Výškovicům         | 749           | 49°56′13″ s. š., 12°48′57″ v. d. | Vidžínská vrchovina         | neznačeno                 |
| 16. | Beranovský vrch      | 739           | 49°56′22″ s. š., 12°50′36″ v. d. | Vidžínská vrchovina         | neznačeno                 |
| 17. | Beranovská výšina    | 738           | 50°00′28″ s. š., 12°53′38″ v. d. | Mrázovská pahorkatina       | neznačeno                 |
| 18. | Zámecký vrch         | 736           | 50°08′29″ s. š., 13°02′11″ v. d. | Bochovská vrchovina         | neznačeno                 |
| 19. | Boněnovský vrch      | 732           | 49°55′22″ s. š., 12°48′35″ v. d. | Michalohorská vrchovina     | neznačeno                 |
| 20. | Vysočanský les       | 730           | 49°56′28″ s. š., 12°46′46″ v. d. | Michalohorská vrchovina     | neznačeno                 |
| 21. | Špičák               | 727           | 49°57′23″ s. š., 12°56′38″ v. d. | Vidžínská vrchovina         | neznačeno                 |
| 22. | Jankovický vrch      | 725           | 49°59′08″ s. š., 12°50′00″ v. d. | Mrázovská pahorkatina       | neznačeno                 |
| 23. | Sepuska              | 721           | 49°58′46″ s. š., 13°00′54″ v. d. | Vidžínská vrchovina         | neznačeno                 |
| 24. | Berounský vrch       | 719           | 49°57′13″ s. š., 12°55′09″ v. d. | Vidžínská vrchovina         | neznačeno                 |
| 25. | Jesínecký vrch       | 718           | 50°06′33″ s. š., 13°03′23″ v. d. | Bochovská vrchovina         | neznačeno                 |
| 26. | Homolka              | 713           | 50°04′00″ s. š., 13°03′35″ v. d. | Vladařská vrchovina         | neznačeno                 |
| 27. | Výhledy              | 704           | 49°57′40″ s. š., 12°43′43″ v. d. | Michalohorská vrchovina     | neznačeno                 |
| 28. | Lamberk              | 701           | 50°06′20″ s. š., 13°08′12″ v. d. | Bochovská vrchovina         | červená turistická značka |
| 29. | Srnčí hřbet          | 701           | 49°58′51″ s. š., 12°41′11″ v. d. | Mariánskolázeňská vrchovina | neznačeno                 |
| 30. | Nad Jilmovým potokem | 700           | 49°57′07″ s. š., 12°45′35″ v. d. | Michalohorská vrchovina     | neznačeno                 |

## Seznam vrcholů podle prominence
Seznam vrcholů podle prominence obsahuje všechny tepelské vrcholy s prominencí (relativní výškou) nad 100 m bez ohledu na nadmořskou výšku. Celkem jsou 3. Nejprominentnějším vrcholem je Vladař (175 m) v geomorfologickém okrsku Vladařská vrchovina. Nejvyšší Podhorní vrch má prominenci pouze 93 m.
| #  | Vrchol          | Výška m n. m. | Promi- nence | Izolace (km)         | Souřadnice                       | Přístup                  |
| -- | --------------- | ------------- | ------------ | -------------------- | -------------------------------- | ------------------------ |
| 1. | Vladař          | 693           | 175          | 06,0 → Dlouhý vrch   | 50°04′48″ s. š., 13°12′57″ v. d. | neznačeno                |
| 2. | Homole          | 681           | 148          | 03,8 → kóta 682 m    | 49°52′51″ s. š., 12°47′57″ v. d. | neznačeno                |
| 3. | Třebouňský vrch | 825           | 147          | 17,1 → Podhorní vrch | 50°00′51″ s. š., 13°00′08″ v. d. | zelená turistická značka |